# Martti Miettunen

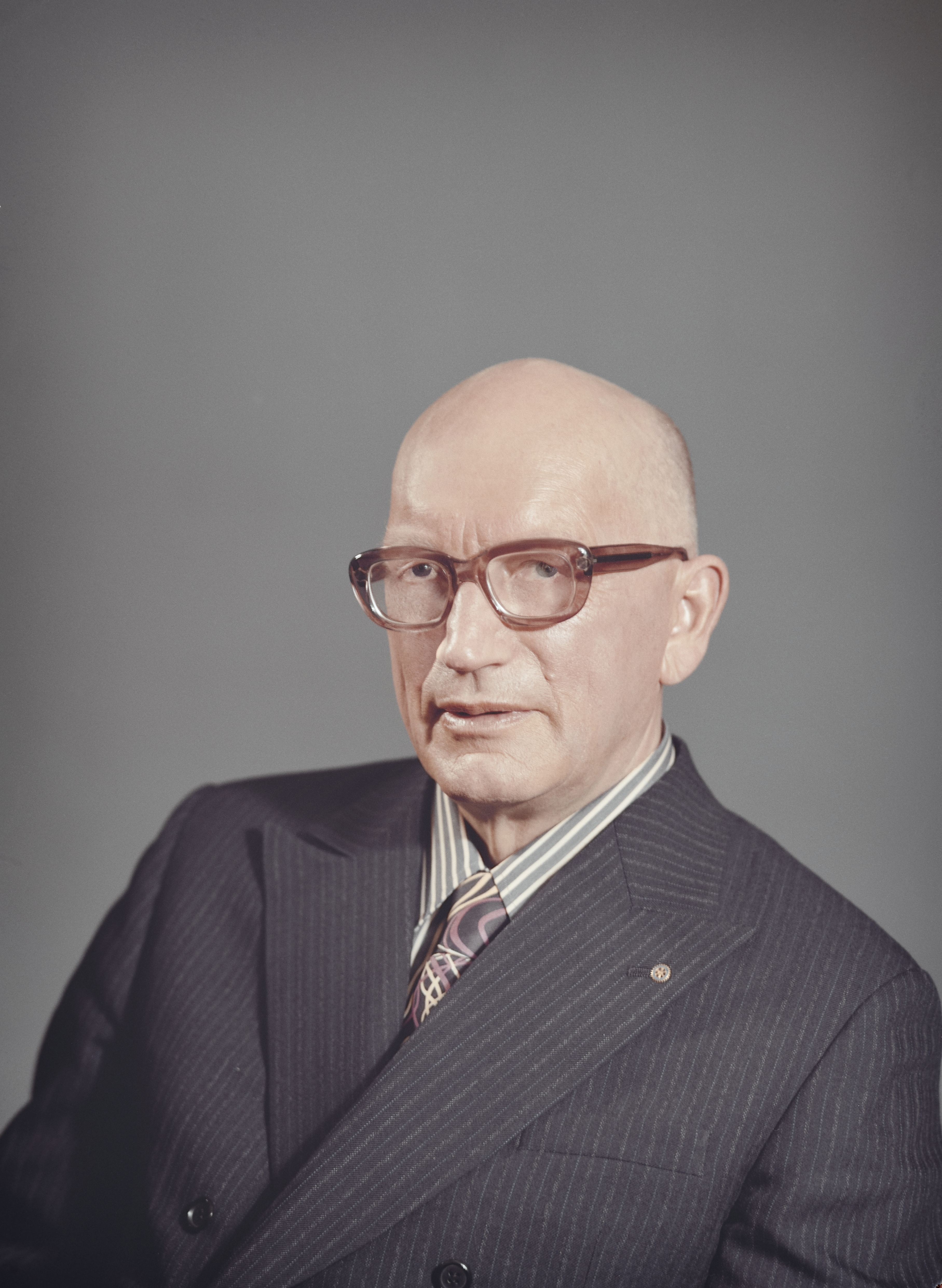
Martti Miettunen im Jahr 1973.

Martti Juhani Miettunen, Valtioneuvos (* 17. April 1907 in Simo, Lappland; † 19. Januar 2002 in Kauniainen) war ein finnischer Politiker und zweimaliger Ministerpräsident.

## Politische Laufbahn

### Abgeordneter, Minister und Gouverneur
Miettunen absolvierte ein Studium der Landwirtschaftswissenschaften und begann seine politische Laufbahn 1945 mit der Wahl zum Abgeordneten des Reichstags im Wahlkreis Lappland. Dort vertrat er bis 1958 die Interessen des Landbundes. In den folgenden Jahrzehnten war er zugleich mehrmals Landwirtschaftsminister in den Kabinetten von Urho Kekkonen (1951 bis 1953), Karl-August Fagerholm (1956 bis 1957 sowie 1958 bis 1959) sowie Mauno Koivisto (1968 bis 1970). Im Kabinett von Fagerholm war er zusätzlich 1956 bis 1957 Finanzminister.
Miettunen war vom 14. November 1958 bis 1973 Gouverneur der Provinz Lappland.

### Ministerpräsident 1961–1962 und 1975–1977
Am 14. Juli 1961 wurde Miettunen erstmals Premierminister. Als solcher leitete er bis zum 13. April 1962 ein Kabinett dem ausschließlich Minister des Landbundes angehörten.
Am 30. November 1975 wurde er zum zweiten Mal Premierminister einer Koalitionsregierung, der Minister seines 1965 zur Zentrumspartei (Kesk) umbenannten Landbundes sowie der Sozialdemokratischen Partei (SDP), der Demokratischen Union des Finnischen Volkes (SKDL), der Schwedischen Volkspartei (SFP-RKP) sowie der Liberalen Volkspartei (LKP) angehörten. Miettunen bot jedoch wegen Meinungsverschiedenheiten mit dem Vorsitzenden der kommunistischen SKDL Aarne Saarinen, dem sich letztlich auch die SDP anschloss, im September 1976 Präsident Kekkonen seinen Rücktritt an. Dieser beauftragte ihn jedoch mit der Bildung einer Minderheitsregierung aus Ministern der KESK, SFP und LKP. Am 15. Mai 1977 trat Miettunen jedoch endgültig als Premierminister zurück und wurde in diesem Amt durch Kalevi Sorsa abgelöst.

## Biographische Quellen
- Biographie auf der Homepage der Finnischen Regierung
- Biographische Notizen in rulers.org